# Luc Winants
Luc Winants, né le 1er janvier 1963 à Watermael-Boitsfort et mort le 7 février 2023, est un joueur d'échecs belge, grand maître international depuis 1998.

## Carrière
Il obtient le titre de maître international de la Fédération internationale des échecs en 1986 avec des normes obtenues à l'Olympiade de Thessalonique en 1984, au tournoi d'Ostende et au championnat de Belgique à Anderlecht en 1986, qu'il remporte avec 10/12. Il devient grand maître international en 1998 après des normes à Ostende, Wijk aan Zee et Barcelone.
Winants participe à huit Olympiades d'échecs avec l'équipe belge, en 1984, 1986, 1988, 2002, 2004, 2006, 2012 et 2014.
En tournoi, il finit 2e-4e à Dordrecht en 1988 et 1er à Barcelone en 1991. Il partage la 2e place à l'Open de Cappelle-la-Grande en 2002.
Son meilleur résultat est probablement obtenu à l'Olympiade de Calvià en 2004, invaincu au premier échiquier (+2 =7 -0, performance Elo de 2651).
En interclubs, Luc Winants joua en Belgique pour Rochade Eupen-Kelmis puis pour le Cercle royal des échecs de Liège. Entre 2008 et 2010, pour le Schachfreunde Wirtzfeld qui remporte le titre de champion en division 1 nationale. En 2010-2011, il remporte le titre de vice-champion de Belgique avec Ans, et la troisième place l'année suivante. Depuis 2017, il joue pour le club bruxellois de Watermael-Boitsfort où il occupe le 1er échiquier. Il joue aussi aux Pays-Bas pour Schrijvers Rotterdam et en France pour l'Échiquier Cappellois. Au championnat interclubs des Pays-Bas en 2004-2005 au premier échiquier, il réalise un score de +3 =6 dont une victoire contre Ievgueni Bareïev. Il obtient le meilleur score individuel aux interclubs belges avec 7,5/9 en 2008.
Il est connu pour jouer fréquemment 1.d4 d5 2.Ff4 avec succès contre des grands maîtres renommés.[réf. nécessaire]
Il est également pédagogue d'échecs et tient un site d'échecs intitulé «Les Jardins de Caïssa».
Ce site est consacré à l'histoire du jeu d'échecs et de ses champions les plus connus.
Il a aussi été coach de plusieurs joueurs internationaux, notamment Etienne Bacrot (GMI) et Lennert Lenaerts (FM).
Luc Winants tient également une rubrique sur le jeu d’échecs qui paraît hebdomadairement dans La Libre Belgique,,.
Luc Winants meurt le 7 février 2023 à l'âge de 60 ans.

## Une partie remarquable
Luc Winants - Ievgueni Bareïev, interclubs NL, décembre 2004 :

1. d4 d5 2. Ff4 Cf6 3. e3 Fg4 4. f3 Fe6 5. Cc3 g6 6. Dd2 Fg7 7. e4 c5 8. dxc5 Cc6 9. O-O-O dxe4 10. Dxd8+ Txd8 11. Txd8+ Rxd8 12. fxe4 Cg4 13. Cge2 Rc8 14.h3 Cge5 15. g3 Td8 16. Fg2 Fc4 17. b3 Fa6 18. Td1 e6 19. Fe3 Td7 20. a3 Ff8 21.Cf4 g5 22. Ch5 Fe7 23. Txd7 Cxd7 24. b4 Fc4 25. Cd1 a5 26. c3 Cde5 27. Cb2 Rd728. Rd2 Fa6 29. g4 Fd8 30. Cg3 Ca7 31. a4 Cc4+ 32. Cxc4 Fxc4 33. b5 Cc8 34. e5b6 35. c6+ Rc7 36. Rc2 h6 37. Ff1 Fxf1 38. Cxf1 Ce7 39. Cd2 Cd5 1-0

### Autres parties
- Winants - Kamsky, Tilbourg 1992, 1-0[8]
- Almasi - Winants, olympiade d'échecs de 2004, 0-1[9]
- Winants - Carlsen, Coupe d'Europe des clubs (2003)[10],[11]